# Иванов, Аркадий Васильевич
Аркадий Васильевич Иванов (род. 4 апреля 1950) — российский учёный в области токсикологической, радиационной и биологической безопасности, член-корреспондент РАСХН (2012), член-корреспондент РАН (2014).

## Биография
Родился 04.04.1950 в д. Верхняя Кондрата Алексеевского района Татарской АССР. Окончил Казанский государственный ветеринарный институт (1976) и Саратовскую высшую партийную школу (1979).
- 1970—1977 главный ветеринарный врач, главный зоотехник, председатель колхоза «Заря» Чистопольского района.
- 1979—1980 секретарь парткома совхоза «Майский» Зеленодольского района.
- 1980—1998 директор Учебно-опытного хозяйства, проректор Казанской государственной академии ветеринарной медицины.
- 1998—2004 начальник Главного управления ветеринарии кабинета министров Республики Татарстан — главный государственный ветеринарный инспектор.
- с 2004 г. директор ФГБУ «Федерального центра токсикологической, радиационной и биологической безопасности» (ФГУ «ФЦТРБ-ВНИВИ»).

Доктор биологических наук (2000), профессор (2001), член-корреспондент РАСХН (2012), член-корреспондент РАН (2014).
Участвовал в создании инактивированных вакцин против сибирской язвы, бруцеллеза, классической чумы свиней и болезни Ауески.
Лауреат премии правительства Российской Федерации в области науки и техники (2011).
Заслуженный работник сельского хозяйства Республики Татарстан (1990), заслуженный деятель науки Российской Федерации (2010). Награждён медалью «За трудовую доблесть» (1986).
Избирался депутатом Верховного Совета Татарской АССР (1990—1995).
Автор (соавтор) более 200 научных трудов, в том числе 30 книг и брошюр. Получил 23 патента на изобретения.